# Crotonia marlenae
Crotonia marlenae är en kvalsterart som beskrevs av Ziemowit Olszanowski 1977. Crotonia marlenae ingår i släktet Crotonia och familjen Crotoniidae. Inga underarter finns listade i Catalogue of Life.